# Ďáblice (film)
Ďáblice (v anglickém originále She-Devil) je americká filmová komedie z roku 1989. Režisérkou filmu je Susan Seidelman. Hlavní role ve filmu ztvárnili Roseanne Barrová, Meryl Streepová, Ed Begley, Jr., Linda Huntová a Sylvia Miles.

## Obsazení
| Roseanne Barrová | Ruth Patchett      |
| Meryl Streepová  | Mary Fisher        |
| Ed Begley, Jr.   | Bob Patchett       |
| Linda Huntová    | Hooper             |
| Sylvia Miles     | paní Fisherová     |
| Elisebeth Peters | Nicolette Patchett |
| Bryan Larkin     | Andy Patchett      |
| A Martinez       | Garcia             |